# Isoma Karyon
Isoma Karyon  este un oraș în Grecia în Prefectura Arcadia.